# Rozen Maiden
Rozen Maiden (jap. ローゼンメイデン Rōzen Meiden) ist eine Manga-Serie des Künstlerduos Peach-Pit, die von 2002 bis 2014 veröffentlicht wurde. Aufbauend auf der Manga-Reihe, die 2008 vom Magazin Comic Birz zu Weekly Young Jump wechselte, entstand ein ganzes Franchise von Adaptionen. Zu ihnen gehörten diverse Hörspiele, Musikveröffentlichungen, zwei Anime-Fernsehserien vom Studio Nomad und eine Neuverfilmung von Studio Deen, sowie Computerspiele.

## Handlung
Der Achtklässler Jun Sakurada ist vor einiger Zeit zum Hikikomori geworden. Er verbringt die meiste Zeit in seinem Zimmer und verschließt sich sogar seiner Schwester Nori. Die Eltern der beiden arbeiten im Ausland, und so besteht das Leben von Jun daraus, im Internet die abstrusesten Dinge einzukaufen und kurz vor Ablauf der Umtauschfrist wieder zurückzuschicken.
Eines Tages bekommt Jun ein mysteriöses Schreiben über eine lebensechte Puppe, bei dem er sich zwischen Aufziehen und Nicht aufziehen entscheiden muss. Er kreuzt Aufziehen an und legt den Brief wie beschrieben in eine Schublade seines Schreibtisches, aus der er spurlos verschwindet. Wenig später ist wie aus dem Nichts ein großer Koffer in seinem Zimmer aufgetaucht. Als Jun die darin liegende Puppe mit dem beigelegten Schlüssel aufzieht, erwacht sie zum Leben und stellt sich als Shinku, „die Fünfte Puppe der Rozen-Maiden-Dynastie“ vor. Jun muss auf Shinkus Rosenring schwören, ihr Medium und damit auch ihr Diener zu werden.
Damit wird Jun Teil des Alice-Spiels, einem Wettkampf unter allen Rozen-Maiden-Puppen. Sinn des Spiels ist es, zur perfekten Puppe Alice zu werden und zum Puppenbauer Rozen, von den Puppen Vater genannt, zurückzukehren, dessen sehnlichster Wunsch es ist, Alice zu finden.
Beim Alice-Spiel spielt die Rosa Mystica eine große Rolle. Sie ist der Geist, der jeder Rozen Maiden die Fähigkeit zu fühlen, zu denken und sich selbstständig zu bewegen verleiht. Verliert eine Puppe gegen eine andere, muss sie ihr Bruchstück der Rosa Mystica an die Siegerin abgeben.
Alle Puppen wurden aus der vollständigen Rosa Mystica gefertigt und für jede Puppe wurde ein Stück der Rosa Mystica abgebrochen, weswegen es das Ziel des Alice-Spiels ist alle Bruchstücke einzusammeln.

### Charaktere
Die Rozen Maidens sind eine Sammlung von Puppen die von dem Puppenmacher Rozen kreiert wurden. Ihre primäre Energiequelle ist ein menschlicher Wirt (Medium genannt) der einen Ring als Symbol seines Bündnisses mit der Puppe trägt. Auch ohne ein solches Bündnis können die Puppen überleben. Jedoch besitzen sie dann nur noch einen Bruchteil ihrer Kraft. Zudem besitzt jede Rozen Maiden eine ganz eigene Persönlichkeit und einen über sie wachenden Geist. Die Puppen tragen auch im Original einen deutschen Namen, wobei normalerweise dessen japanische Übersetzung verwendet wird.
Jun Sakurada (桜田 ジュン, Sakurada Jun)
Jun ist ein traumatisierter Junge der abgeschlossen von der Außenwelt sich in sein Zimmer zurückzog, nachdem er dem Druck der Prüfungen in der Schule nicht gewachsen war. Diese Krankheit die Tōkō Kyohi genannt wird bringt ihn dazu, sich der Schule zu verweigern und auch das Leben eines Hikikomori zu führen. Bei seinen verrückten Einkäufen im Internet geht er ungewollt einen Vertrag als Medium zu der Puppe Shinku ein.
Nori Sakurada (桜田 のり, Sakurada Nori)
Sie ist Juns ältere Schwester die eine begeisterte Lacrosse-Spielerin ist. Seit ihre Eltern verreist sind, kümmert sie sich um ihren Bruder, muss sich aber erst mit dieser verantwortungsvollen Aufgabe anfreunden. Unterstützt wird sie dabei von der Puppe Shinku, die ihr stets mit guten Ratschlägen und Hilfestellungen zur Seite steht. Daraus entwickelt sich auch eine sehr freundschaftliche Beziehung ihrerseits zu den Puppen, die in ihrem Haus leben.
Shinku (真紅)/Reiner Rubin
Sie ist die fünfte der Rozen Maiden und verkörpert eine viktorianische Aristokratin. Sie ist sehr streng und fordernd, was oft einen unhöflichen Eindruck hinterlässt. Sie liebt es Jun zu belehren, zu schlagen und ihn als ihr Medium zu missbrauchen. Trotz dieser kalt wirkenden Schale besitzt sie einen weichen Kern, der sich starke Sorgen um ihre Schwestern und Jun macht.
Suigintō (水銀燈)/Mercury Lampe
Sie ist die erste Rozen Maiden und hat einen sehr starken Willen, das Alice-Spiel zu gewinnen. Getrieben wird sie dabei hauptsächlich von der Vorstellung die Aufmerksamkeit von Rozen zu wecken. Ihre Persönlichkeit ist sadistisch, boshaft und arrogant. So vermeidet sie, Kontakt zu den anderen Puppen aufzubauen, und ist insbesondere auf Shinku schlecht zu sprechen. Nach ihrem Treffen mit ihrem Medium, der jungen Frau Megu, ändert sich diese Einstellung allmählich, als sie eine starke Anziehungskraft zu einer anderen Person als ihrem Vater verspürt.

## Veröffentlichungen
Der Manga Rozen Maiden wurde von dem japanischen Künstlerdous Peach-Pit gezeichnet. Er wurde vom 30. Juli 2002 (Ausgabe 9/2002) bis 30. Mai 2007 (Ausgabe 7/2007) in dem monatlich erscheinenden Magazin Comic Birz veröffentlicht, das vom Verlag Gentosha Comics herausgegeben wurde. Die einzelnen Kapitel wurden hierbei als „Phase“ bezeichnet, von denen etwa 43 Stück veröffentlicht wurden. Im März 2007 setzte die Publikation unerwartet für einige Monate aus, was zu verschiedenen Spekulationen führte. So wurde etwa behauptet, dass dem Verlag die Entwürfe abhandengekommen seien oder dass es eine Auseinandersetzung zwischen Peach-Pit und den Editoren gegeben hätte. Schließlich wurde bekannt, dass der Manga mit der Ausgabe 7/2007 beendet werden würde. Die genauen Gründe für den Abbruch wurden nicht bekannt.
Die einzelnen Kapitel wurden in acht Sammelbänden (Tankōbon) zusammengefasst, wobei der letzte statt etwa 175 Seiten wie die vorigen, wegen des Abbruchs nur aus 92 Seiten besteht. Nach dem Wechsel zum Verlag Shūeisha wurde der Manga dort als Rozen Maiden Shinsōban (Rozen Maiden 新装版, „Rozen Meiden: Neuauflage“) erneut in sieben Bänden aufgelegt. Auf Deutsch wurde die Manga-Serie von Juli 2005 bis Juni 2008 bei Tokyopop in acht Bänden veröffentlicht.
| # | Japanisch                                                                      | Japanisch                                                                             | Deutsch                                   |
| # | Gentōsha Comics                                                                | Shūeisha (Neuauflage)                                                                 | Tokyopop                                  |
| - | ------------------------------------------------------------------------------ | ------------------------------------------------------------------------------------- | ----------------------------------------- |
| 1 | ISBN 4-344-80212-8, 24. März 2003                                              | ISBN 978-4-08-877455-8, 25. April 2008                                                | ISBN 978-3-86580-281-1, 1. Juli 2005      |
| 2 | ISBN 4-344-80340-X, 24. Dezember 2003                                          | ISBN 978-4-08-877456-5, 26. Mai 2008                                                  | ISBN 978-3-86580-282-8, 1. September 2005 |
| 3 | ISBN 4-344-80452-X, 24. September 2004                                         | ISBN 978-4-08-877457-2, 26. Juni 2008                                                 | ISBN 978-3-86580-283-5, 1. Oktober 2005   |
| 4 | ISBN 4-344-80505-4, 24. Dezember 2004                                          | ISBN 978-4-08-877458-9, 25. Juli 2008                                                 | ISBN 978-3-86580-284-2, 15. Dezember 2005 |
| 5 | ISBN 4-344-80620-4 (normal) ISBN 4-344-80621-2 (limitiert), 24. August 2005    | ISBN 978-4-08-877459-6, 26. August 2008                                               | ISBN 978-3-86580-285-9, 1. Mai 2006       |
| 6 | ISBN 4-344-80691-3 (normal) ISBN 4-344-80690-5 (limitiert), 24. Januar 2006    | ISBN 978-4-08-877460-2, 26. September 2008                                            | ISBN 978-3-86580-466-2, 1. Januar 2007    |
| 7 | ISBN 4-344-80822-3 (normal) ISBN 4-344-80804-5 (limitiert), 24. September 2006 | ISBN 978-4-08-877461-9 (normal) ISBN 978-4-08-908092-4 (limitiert), 28. November 2008 | ISBN 978-3-86580-467-9, 21. Februar 2008  |
| 8 | ISBN 978-4-344-81030-3, 23. Juni 2007                                          | —                                                                                     | ISBN 978-3-86580-468-6, 19. Juni 2008     |

Nachdem der Manga durch zwei Fernsehserien adaptiert wurde, wurden darauf aufbauend wiederum vier Anime-Comics veröffentlicht, die aus den Szenen der Serie zusammengesetzt wurden. Verlegt wurden sie von Gentosha.
Rozen Maiden Film Comics:
- Bd. 1: ISBN 4-344-80630-1, 24. September 2005
- Bd. 2: ISBN 4-344-80651-4, 24. Oktober 2005
- Bd. 3: ISBN 4-344-80661-1, 24. November 2005

Rozen Maiden Entr’acte:
- ISBN 4-344-80650-6, November 2005

### Fortsetzung in Weekly Young Jump
Im März 2008 wurde ein einzelnes Kapitel mit dem Titel Shōjo no Tsukuri-kata in der Weekly Young Jump veröffentlicht, das kurz die Erschaffung von Shinku zusammenfasste. Kurz darauf gab Peach-Pit bekannt, das Rozen Maiden erneut in einem Magazin abgedruckt werden würde. Dies bestätigte sich mit der am 17. April 2008 veröffentlichten Ausgabe 20/2008 des Magazins. Im November 2013 wurde angekündigt, dass der Manga im Januar 2014 enden soll. Das letzte Kapitel erschien in der am 23. Januar 2014 veröffentlichten Ausgabe 8/2014 des Magazins.
Die Kapitel der zweiten Reihe wurden als „Tale“ bezeichnet und erschienen, entgegen dem Namen des Magazins, wie zuvor im monatlichen Abstand. Der Manga trug ebenfalls den Titel Rozen Maiden und stellt eine alternative Erzählung dar, wobei das Alter des Protagonisten Jun angehoben wurden, der nun ein Student war. Ironischerweise spielte die Handlung direkt auf das zuvor veröffentlichte Kapitel Shōjo no Tsukuri-kata an, welches von Jun gelesen wird und in dessen Zuge er sich eine Rozen Maiden erschafft. Erneut wird dabei Juns Leben und seine Probleme im Umgang mit den Puppen, vor allem Shinku, aufgegriffen. Gleichzeitig werden viele unausgesprochene Fakten der ersten Serie durchleuchtet, auf die wegen des Abbruchs nicht mehr eingegangen werden konnte.
Bisher (Stand: November 2013) wurden die Kapitel in neun Sammelbänden zusammengefasst. Der zehnte und letzte Sammelband soll im April 2014 erscheinen.
- Bd. 1: ISBN 978-4-08-877566-1 (normal), ISBN 978-4-08-782198-7 (limitiert), 19. Dezember 2008
- Bd. 2: ISBN 978-4-08-877702-3, 18. September 2009
- Bd. 3: ISBN 978-4-08-877811-2, 19. Februar 2010
- Bd. 4: ISBN 978-4-08-879029-9, 17. September 2010
- Bd. 5: ISBN 978-4-08-879119-7 (normal), ISBN 978-4-08-782375-2 (limitiert), 27. Mai 2011
- Bd. 6: ISBN 978-4-08-879214-9, 18. November 2011
- Bd. 7: ISBN 978-4-08-879370-2, 18. Mai 2012
- Bd. 8: ISBN 978-4-08-879575-1, 19. Dezember 2012
- Bd. 9: ISBN 978-4-08-879563-8, 19. Juli 2013

## Adaptionen

### Anime

#### Rozen Maiden
Das Studio Nomad adaptierte den Manga im Jahr 2004 als Anime-Fernsehserie die unter der Regie von Kō Matsuo animiert wurde. Dabei ist anzumerken, dass der Posten des Regisseurs von Folge zu Folge wechselte, jedoch Kō Matsuo die maßgebliche Funktion innehatte. Die Animation leitete Kumi Ishii, der auch das Character-Design entwarf. Die künstlerische Leitung übernahm Chikako Shibata, während der Soundtrack von Shinkichi Mitsumune stammt. Die Serie hat 12 Folgen und wurde vom 8. Oktober 2004 bis zum 24. Dezember 2004 nach Mitternacht (und damit am vorigen Fernsehtag) erstmals im japanischen Fernsehen auf dem Sender TBS übertragen. In Deutschland wurde die Serie von Tokyopop auf vier DVDs veröffentlicht.

#### Rozen Maiden: Träumend
Die zweite Staffel Rozen Maiden: Träumend (ローゼンメイデン・トロイメント), deren Titel eine Anleihe aus der deutschen Sprache war, wurde ebenfalls von Nomad animiert. Dabei blieb die Personalbesetzung nahezu vollständig erhalten. Die Serie besaß ebenfalls 12 Folgen und wurde erneut zuerst auf TBS, vom 21. Oktober 2005 bis zum 27. Januar 2006 nach Mitternacht, übertragen. Die zweite Staffel sollte im Laufe des Jahres 2007 ebenfalls von Tokyopop auf Deutsch veröffentlicht werden. Die Veröffentlichung wurde jedoch unter Angabe wirtschaftlicher Gründe ausgesetzt.

#### Rozen Maiden: Ouvertüre
Das Special Rozen Maiden: Ouvertüre (ローゼンメイデン・オーベルテューレ) stellte ein Prequel zu den beiden Serien dar und wurde in Japan am 23. und 24. Dezember 2006 nach Mitternacht parallel zur laufenden zweiten Staffel im Fernsehen gezeigt. Es bestand aus zwei Folgen die ebenfalls von Nomad und der gleichen Belegschaft produziert wurden. Inhaltlich klärten die Folgen vor allem über die Hintergründe des Charakters Suigintō und seiner Rivalität zu Shinku auf.

#### Rozen Maiden (2013)
Die zweite Mangaserie wurde 2013 von Studio Deen als Animeserie adaptiert und wird auch Rozen Maiden: Zurückspulen genannt. Regie führte hierbei Mamoru Hatakeyama. Die Erstausstrahlung der 13 Folgen fand vom 5. Juli bis 27. September 2013 nach Mitternacht auf TBS statt, sowie mit bis zu einer Woche Versatz auf MBS, CBC und BS-TBS. In Südkorea wurde sie zeitgleich auf Aniplus ausgestrahlt. Ein Simulcast mit englischen Untertiteln erfolgte durch Crunchyroll, während Sentai Filmworks die Serie für die nordamerikanische DVD-Veröffentlichung lizenzierte.

#### Synchronisation
Für die erste Animeserie von 2004 und 2006 und die zweite von 2013 wurden in Japan dieselben Sprecher verwandt. Die deutsche Fassung wurde von TV+Synchron Berlin hergestellt.
| Rolle         | Japanischer Sprecher (Seiyū)             | Deutscher Sprecher                                 |
| ------------- | ---------------------------------------- | -------------------------------------------------- |
| Jun Sakurada  | Ryōta Ōsaka (älter), Asami Sanada (jung) | Fabian Hollwitz                                    |
| Nori Sakurada | Noriko Rikimaru                          | Uschi Hugo                                         |
| Shinku        | Miyuki Sawashiro                         | Luise Helm (1. Staffel) Tanja Schmitz (2. Staffel) |
| Suigintō      | Rie Tanaka                               | Maria Koschny                                      |
| Hinaichigo    | Sakura Nogawa                            | Rubina Kuraoka                                     |
| Souseiseki    | Rika Morinaga                            | Dascha Lehmann                                     |
| Suiseiseki    | Natsuko Kuwatani                         | Marie Bierstedt                                    |

#### Musik
Im Zuge der Anime-Umsetzungen entstanden zahlreiche Singles und Soundtracks, deren Musik innerhalb der Anime verwendet wurde und anschließend als einzelne CDs veröffentlicht wurden. Alle Singles, Alben und Soundtracks erschienen unter dem Plattenlabel Mellow Head.
Im Vorspann des ersten Animes wurde der Titel Kinjirareta Asobi (禁じられた遊び) von Ali Project verwendet. Die gleichnamige Single erschien am 22. Oktober 2004. Zugleich war es die erste Single von Ali Project die unter dem Label Mellow Head veröffentlicht wurde. Der Abspann verwendete den Titel Tōmei Shelter (透明シェルター, Tōmei Sherutā) von refio + Haruka Shimotsuki. Die Single dazu wurde am 25. Oktober 2004 veröffentlicht.
Im Vorspann der zweiten Staffel Rozen Maiden: Träumend wurde erneut Ali Project engagiert. Der Titel Seishōjo Ryōiki (聖少女領域) erschien als gleichnamige Single am 26. Oktober 2005 auf CD. Diese erreichte Platz 6 der Oricon-Charts und verblieb in diesen für 33 Wochen. Im Abspann wurde der Titel Hikari no Rasenritsu (光の螺旋律) aus dem gleichnamigen Kurzalbum verwendet, das am 23. November 2005 erschien. Aus demselben Album stammt auch das Zwischenstück Utsutsu no Yume (現夢), das innerhalb des Animes eingespielt wurde. Interpretiert wurden die Titel von kukui einer Gruppierung die von refio und Haruka Shimotsuki gegründet wurde.
Rozen Maiden: Ouvertüre verwendete Baragoku Otome (薔薇獄乙女) von Ali Project im Vorspann und Leer Lied von kukui im Abspann. Die Vorspannsingle erschien am 6. Dezember 2006 und erreichte Platz 11 der Charts, und die Abspannsingle am 25. April 2007.
Die zweite Serie von 2013 verwendete als Vorspanntitel Watashi no Bara o Haminasai (私の薔薇を喰みなさい) von Ali Project und im Abspann Alternative von Annabel. Die Vorspannsingle erschien am 24. Juli 2013 und erreichte Platz 20 der Oricon-Charts. Die Abspannsingle erschien am 7. August 2013.

## Rezeption
Der Manga konnte eine größere Leserschaft für sich gewinnen. Zu ihnen zählt unter anderen der 59. japanische Premierminister Tarō Asō, der den Spitznamen „Rozen Aso“ verliehen bekam, nachdem er auf dem Tokioter Flughafen beim Lesen eines der Hefte von Comic Birz beobachtet wurde. Er merkte dabei an, dass der Manga „obwohl er mädchenhaft aussehe, ihn durch seine tiefe Handlung beeindruckt“ hätte. Hierbei muss angemerkt werden, dass Tarō Asō bereits mehrfach seine Sympathie für Manga zugab.
Die Zeitschrift MangasZene beschreibt den Anime als Mischung aus „Mystery, Drama und Humor mit einer Prise Action und viel Gothic Lolita-Charme.“ Das Charakterdesign und die Musik werden gelobt; die über weite Strecken düstere Stimmung werde durch komische Elemente aufgelockert.